# Panamerikanische Spiele 2011/Leichtathletik – Weitsprung der Frauen
Der Weitsprung der Frauen bei den Panamerikanischen Spielen 2011 fand am 26. Oktober im Telmex Athletics Stadium in Guadalajara statt.
13 Athletinnen aus neun Ländern nahmen an dem Wettbewerb teil. Die Goldmedaille gewann Maurren Maggi mit 6,94 m, Silber ging an Shameka Marshall mit 6,73 m und die Bronzemedaille sicherte sich Caterine Ibargüen mit 6,63 m.

## Rekorde
Vor dem Wettbewerb galten folgende Rekorde:
| Weltrekord        | Galina Tschistjakowa | 7,52 m | Leningrad, Sowjetunion                                      | 11. Juni 1988   |
| Rekord der Spiele | Jackie Joyner-Kersee | 7,45 m | Panamerikanische Spiele in Indianapolis, Vereinigte Staaten | 13. August 1987 |

## Ergebnis
26. Oktober 2011, 17:05 Uhr
| Platz | Athletin          | Land               | 1. Versuch | 2. Versuch | 3. Versuch | 4. Versuch                                    | 5. Versuch                                    | 6. Versuch                                    | Weite (m) |
| ----- | ----------------- | ------------------ | ---------- | ---------- | ---------- | --------------------------------------------- | --------------------------------------------- | --------------------------------------------- | --------- |
|       | Maurren Maggi     | Brasilien          | 6,58       | 6,80       | 6,94       | –                                             | 6,60                                          | –                                             | 6,94 SB   |
|       | Shameka Marshall  | Vereinigte Staaten | 6,73       | 6,43       | 6,46       | x                                             | 6,28                                          | 6,08                                          | 6,73      |
|       | Caterine Ibargüen | Kolumbien          | 6,58       | 6,46       | 6,48       | 6,63                                          | 6,44                                          | 6,49                                          | 6,63 PB   |
| 4     | Suslaidy Girat    | Kuba               | 6,60       | 6,31       | x          | 6,45                                          | x                                             | x                                             | 6,60      |
| 5     | Keila Costa       | Brasilien          | 6,37       | x          | 6,22       | 6,35                                          | 6,36                                          | 6,32                                          | 6,37      |
| 6     | Krysha Bayley     | Kanada             | 6,36       | 6,27       | x          | x                                             | x                                             | 6,32                                          | 6,36      |
| 7     | Tori Polk         | Vereinigte Staaten | 6,34       | 6,05       | x          | 6,02                                          | x                                             | 6,10                                          | 6,34      |
| 8     | Zoila Flores      | Mexiko             | 6,08       | 6,22       | 6,08       | 5,85                                          | 6,16                                          | 6,06                                          | 6,22      |
| 9     | Yvonne Treviño    | Mexiko             | 6,17       | 6,18       | x          | nicht im Finale der besten acht Springerinnen | nicht im Finale der besten acht Springerinnen | nicht im Finale der besten acht Springerinnen | 6,18      |
| 10    | Daniela Pávez     | Chile              | x          | 5,96       | 5,99       | nicht im Finale der besten acht Springerinnen | nicht im Finale der besten acht Springerinnen | nicht im Finale der besten acht Springerinnen | 5,99      |
| 11    | Tricia Flores     | Belize             | 5,28       | 5,76       | 5,88       | nicht im Finale der besten acht Springerinnen | nicht im Finale der besten acht Springerinnen | nicht im Finale der besten acht Springerinnen | 5,88 SB   |
| 12    | Yanique Levy      | Jamaika            | x          | 5,81       | x          | nicht im Finale der besten acht Springerinnen | nicht im Finale der besten acht Springerinnen | nicht im Finale der besten acht Springerinnen | 5,81      |
| 13    | Nickevea Wilson   | Jamaika            | x          | x          | 5,44       | nicht im Finale der besten acht Springerinnen | nicht im Finale der besten acht Springerinnen | nicht im Finale der besten acht Springerinnen | 5,44      |

Zeichenerklärung:
– = Versuch ausgelassen, x = Fehlversuch